# Ère Kōka
L'ère Kōka (en japonais : 弘化) est une des ères du Japon (年号, nengō, littéralement « le nom de l'année ») suivant l'ère Tenpō et précédant l'ère Kaei. Cette ère couvre la période qui s'étend du mois  de décembre 1844 au mois de février 1848. Les empereurs régnants sont Ninkō-tennō (仁孝天皇) et Kōmei-tennō (孝明天皇).

## Changement de l'ère
- 2 décembre 1844 Kōka gannen (弘化元年?) : le nouveau nom de l'ère, Kōka, qui signifie « s'agrandir », est créé pour marquer un incendie au château d'Edo au cours de la 15e année de l'ère Tenpō.

Le nengō n'est pas modifié en même temps que l'accession de l'empereur Kōmei au trône du chrysanthème ; l'ère Koka est conservée jusqu'à environ un an après l'intronisation du nouvel empereur.

## Événements de l'èreKōka
- 1847 (Kōka 4) : un important séisme est rapporté.
- 1848 (Kōka 5) : dernier abonnement nô de l'ère prémoderne[3].

Au cours de ces années, Hiroshige commence à faire une série de gravures montrant de belles femmes dans des lieux célèbres.